# Amanda Righetti
Amanda Righetti (* 4. dubna 1983) je americká herečka a filmová producentka. Mezi její nejznámější role patří Grace Van Peltová v seriálu Mentalista, Whitney Millerová ve filmu Pátek třináctého a Hailey Nicol v seriálu O.C.

## Mládí a osobní život
Je nejmladší z osmi dětí. Narodila se ve městě St. George v Utahu a vyrůstala v Overtonu v Nevadě, zhruba 60 mil od Las Vegas. Brzy se však i s rodinou přestěhovala do Las Vegas, kde se od svých 14 věnovala modelingu. Později se kvůli herecké kariéře přestěhovala do Los Angeles. Dne 29. dubna 2006 se provdala za filmového režiséra Jordana Alana. Dne 10. ledna 2013 se jim narodil syn Knox Addison Alan.

## Kariéra
V době, kdy pracovala jako filmová producentka, dohlížela na výrobu řady televizních reklam a krátkých filmů. V mnoha televizních reklamách se rovněž objevila; například v reklamě na sladkosti Fruit Gushers se její hlava přemění v obrovský plátek melounu. Po zajištění role v pilotní epizodě zamýšleného, ale nakonec zrušeného seriálu No Place Like Home, Righetti zaujala vedení společnosti Fox. Ztvárnila postavu Hailey Nicol v teenagerském seriálu O.C., jednu z hlavních postav soap opery North Shore a koncem roku 2005 nastoupila do seriálu Vincentův svět.
V roce 2006 podepsala smlouvu na obsazení hlavní ženské role v hororu Návrat do domu hrůzy a v dubnu 2008 se stala hlavní ženskou postavou v remaku filmu Pátek třináctého. Od září 2008 patří mezi hlavní postavy seriálu Mentalista, vysílaného televizí CBS.
V listopadu 2005 se objevila na titulní straně magazínu FHM. V roce 2005 a 2006 se umístila v žebříčku 100 nejvíce sexy žen roku, vedeném časopisem FHM, a to na 59., respektive 84. místě. Mimo to se objevila na titulní straně časopisů LAX, Maxim a Vegas.

## Filmografie

### Filmy
| rok  | název filmu          | role                  | poznámka/y |
| ---- | -------------------- | --------------------- | ---------- |
| 2012 | Nebezpečná touha     | Casey                 |            |
| 2009 | Pátek třináctého     | Whitney Miller        |            |
| 2008 | Velcí bratři         | Isabel                |            |
| 2007 | Pipeline             | Jocelyn               |            |
| 2007 | Návrat do domu hrůzy | Ariel                 |            |
| 2002 | Angel Blade          | Samantha Goodman      |            |
| 1996 | Kiss & Tell          | Little One            |            |
| 1995 | Love and Happiness   | Charlieho malá sestra |            |

### Televizní seriály
| rok     | název seriálu                      | role             | epizoda/y                                 |
| ------- | ---------------------------------- | ---------------- | ----------------------------------------- |
| 2008-15 | Mentalista                         | Grace Van Pelt   | 1. série – 23 epizod 2. série – 23 epizod |
| 2007    | Ve městě hurikánů                  | A.J. Gossett     | 3 epizody                                 |
| 2007    | Marlowe                            | Jessica Reede    | N/A                                       |
| 2006    | Vincentův svět                     | Katrina          | 1 epizoda                                 |
| 2006    | Enemies                            | Kelly Callaway   | 1 epizoda (pilotní)                       |
| 2005    | Reunion                            | Jenna Moretti    | 13 epizod                                 |
| 2005    | Romy and Michele: In the Beginning | kamarádská dívka | 1 epizoda                                 |
| 2004-05 | North Shore                        | Tessa Lewis      | 20 epizod                                 |
| 2003-05 | O.C.                               | Hailey Nicol     | 12 epizod                                 |
| 2003    | No Place Like Home                 | N/A              | N/A                                       |
| 2001    | Kriminálka Las Vegas               | řídící dívka     | 1 epizoda                                 |

### Videohry
| rok  | název hry                    | role | poznámka/y |
| ---- | ---------------------------- | ---- | ---------- |
| 2006 | Scarface: The World Is Yours | N/A  | pouze hlas |